# Holger Karlsson
Holger Karl Karlsson (* 3. Februar 1935 in Gällivare; † 18. September 2015 in Luleå) war ein schwedischer Skispringer.

## Werdegang
Sein internationales Debüt feierte Karlsson als 20-Jähriger mit dem Start bei den Olympischen Winterspielen 1956 in Cortina d’Ampezzo. Dabei sprang er im Einzelspringen von der Normalschanze auf den 41. Platz. Über ein Jahr später startete er erstmals bei der Vierschanzentournee. Bei der Vierschanzentournee 1957/58 sprang er beim Auftaktspringen auf der Schattenbergschanze in Oberstdorf auf den 51. Platz, bevor ihm auf der Großen Olympiaschanze in Garmisch-Partenkirchen mit Rang 37 eine deutliche Leistungssteigerung gelang. Nach Platz 38 in Innsbruck sprang Karlsson auf der Paul-Außerleitner-Schanze in Bischofshofen überraschend auf Platz 14 und lag damit am Ende der Tournee auf Platz 3 der Gesamtwertung.
In Lahti erreichte er kurze Zeit später bei der Nordischen Skiweltmeisterschaft 1958 punktgleich mit dem Deutschen Hugo Fuchs den 51. Platz.
Mit der Vierschanzentournee 1959/60 absolvierte Karlsson seine erfolgreichste Tournee. Bereits beim Auftaktspringen in Oberstdorf landete er zum ersten und einzigen Mal auf dem Podium und wurde hinter Max Bolkart und Albin Plank und gemeinsam mit Helmut Kurz und Willi Egger Dritter. Nach durchwachsenen Ergebnissen im Mittelfeld in Garmisch-Partenkirchen und Innsbruck schloss er die Tournee mit Platz 17 in Bischofshofen ab. In der Gesamtwertung erreichte er Rang 11.
Bei seiner letzten Vierschanzentournee 1961/62 gelang ihm in Oberstdorf noch einmal ein fünfter Rang. In der Gesamtwertung lag er mit nur 0,2 Punkten vor seinem Landsmann Harry Bergqvist auf dem 17. Platz.
Seine aktive Skisprungkarriere beendete Karlsson mit dem Start bei den Olympischen Winterspielen 1964 in Innsbruck. Beim Springen auf der Toni-Seelos-Olympiaschanze in Seefeld in Tirol sprang er dabei auf Rang 35, bevor er auf der Bergiselschanze in Innsbruck Rang 52 erreichte.

## Erfolge

### Vierschanzentournee-Platzierungen
| Saison  | Platz | Punkte |
| ------- | ----- | ------ |
| 1957/58 | 33.   | 735,7  |
| 1959/60 | 11.   | 807,3  |
| 1961/62 | 17.   | 798,6  |